# ليال (فلم)
ليال هو فيلم دراما مصري للمخرج حسن الإمام عام 1982 من تأليف اللبناني رئيس تحرير مجلة الشبكة اللبنانية جورج إبراهيم الخوري، سيناريو وحوار فيصل ندا. الفيلم من بطولة سهير رمزي ومحمود عبد العزيز وحسين فهمي وتحية كاريوكا، تدور أحداث الفيلم حول فتاة تلوذ بالفرار من بيت زوج والدتها وتعمل كراقصة بملهى ليلي وتصعد إلى قمة سلم الشهرة.
صدر الفيلم إلى دور العرض المصرية في 11 أغسطس 1982.
منح موقع قاعدة بيانات الأفلام العربية «السينما.كوم» الفيلم درجة 4.5/ 10.

## طاقم التمثيل
سهير رمزي: في دور ليال (نعيمة عبد الفتاح إسماعيل)
محمود عبد العزيز: في دور جلال (الصحفي)
حسين فهمي: في دور كريم حمدي الدهشان
تحية كاريوكا: في دور شهرذاد (لواحظ حمدي الدهشان)
نعيمة الصغير: في دور أم ليال
حسن حسني: في دور موسى عبد الحميد
نجاح الموجي: في دور إبراهيم الموجي
نادية الكيلاني: في دور راوية
حسين الشربيني: في دور رؤوف
السيد طليب: في دور زوج والدة نعيمة
شفيق جلال: في دور مطرب الفرقة
وحيد سيف: في دور عبده ديسكو
توفيق الكردي: في دور محامي

## أحداث الفيلم
يموت والد نعيمه عبد الفتاح إسماعيل (سهير رمزى) وتتزوج والدتها (نعيمة الصغير) من الرجل السكير حسين (السيد طليب). يقوم حسين بالضغط على نعيمة للعمل ببيع السجائر أمام أحد المسارح الاستعراضية ويستولي على دخلها. تلوذ نعيمة بالفرار من زوج والدتها بمساعدة المكوجى إبراهيم (نجاح الموجى) وتطلب منه التوسط لها عند الراقصة ذائعة الصوت المعتزلة لواحظ حمدى الدهشان الشهيرة بشهرزاد (تحية كاريوكا)، لتلحقها بالعمل بالملهى الليلي الذي تمتلكه وتديره مع شريكها موسى عبد الحميد الشهير بموس (حسن حسنى). يستغل إبراهيم الفرصة ويخبر نعيمه ان شهر زاد قد وافقت على عملها في الملهى الليلي، بشرط ان تكون متزوجة. توافق نعيمة ويحضر إبراهيم ثلاثة من معارفه يدعوا انهم المأذون والشهود، وتقضي ليلتها في فراشه، وفى الصباح تكتشف الخدعة.
توافق شهر زاد على تبنى نعيمه ومنحها أسم «ليال» لتصبح راقصة الملهى الليلي الأولى. تنال «ليال» شهرة كبيرة ويغدق عليها المعجب رؤوف (حسين الشربينى) الأموال والهدايا. تقوم شهر زاد بتقديم ليال للصحفى الفنى جلال (محمود عبد العزيز) ليكتب عنها بالقسم الفني في المجلة التي يعمل بها، وإن كان يتمنى العمل بالقسم السياسى، وهو الشئ الذي عاتبته عليه خطيبته، المهندسة الزراعية راويه (ناديه الكيلانى) التي تربى الماشية وتعالجها. تعجب وتحب ليال الصحفى جلال، من طرف واحد، ولم تدرى ارتباطه بغيرها، وتلاحقه باهتمامها وتعمل بكل نصائحه. كان المونولوجست عبده ديسكو (وحيد سيف) مطرب الأفراح والملاهي الليلية، هو مصدر المعلومات بالنسبة للصحفي جلال. تقوم نعيمة باستدعاء والدتها، لتعيش معها بعد موت زوجها حسين. تحاول ليال الزواج من جلال بالرغم من نصائح شهر زاد بالابتعاد عن الحب، والتفرغ لعملها، لجمع أكبر قدر من المال، واستغلال إعجاب الرجال بها، لابتزازهم حتى أخر لديهم، لأن المال هو الأبقى، ولا تقتنع نعيمه بكلامها، وتواصل مطاردة جلال، وتصارحه بحبها، ولكنه يصدمها بحبه لامرأة أخرى. تموت لواحظ حمدى الدهشان الشهيرة بشهر زاد، ويكشف محاميها (توفيق الكردى) عن وصيتها، التي أوصت فيها بكل ثروتها العقارية والمنقولة ونصف الكباريه، لصالح نعيمة، وحرمت أهلها من الميراث، لأنهم تبرؤا منها عندما احترفت الرقص، وظنت ليال ان تلك الثروة سوف تأتى لها بجلال راكعاً، وتقرر الاكتفاء بتلك الثروة، وتعتزل الرقص، ولكن عبده ديسكو يقنعها بالرقص في حفل زفاف شخصية كبيرة، وتوافق ليال وتكتشف أنها ترقص في حفل زفاف حبيبها جلال على حبيبته راويه.
تسافر ليال إلى أوروبا في رحلة عمل واستجمام، وفى الطائرة تتعرف ليال على رجل الأعمال كريم حمدي (حسين فهمى)، الذي يحسن معاملتها، ويشعرها بقيمتها الفنية، فأحبته ووافقت على مرافقته لها، ليكون دليلها في مشاهدة معالم باريس. يعرض كريم عليها الزواج بشرط الاعتزال وتوافق. يتم ضبط المطرب عبده ديسكو وهو يحمل ممنوعات في حقيبة سفره، ويقبض عليه، وتتصل ليال بالصحفي جلال، وتخبره بأمر عبده، وأيضاً تخبره انها تزوجت من كريم، وتطلب منه نشر خبر زواجها واعتزالها. يحتال كريم على ليال ويستولي على كل ثروتها. تكتشف ليال أنها أفلست تماما، وعندما تواجه كريم بذلك، يوضح لها ان اسمه بالكامل كريم حمدى الدهشان، شقيق شهر زاد المحروم من الميراث، وهو الآن يسترد أموال الراقصة التي تبرأ من رقصها، فما كان من ليال، إلا أن طعنته طعنة قاتلة، ليلقى مصرعه، وتقوم بإبلاغ الشرطة بمقتل زوجها على يديها.